# Liste der Straßen und Plätze in Hermsdorf

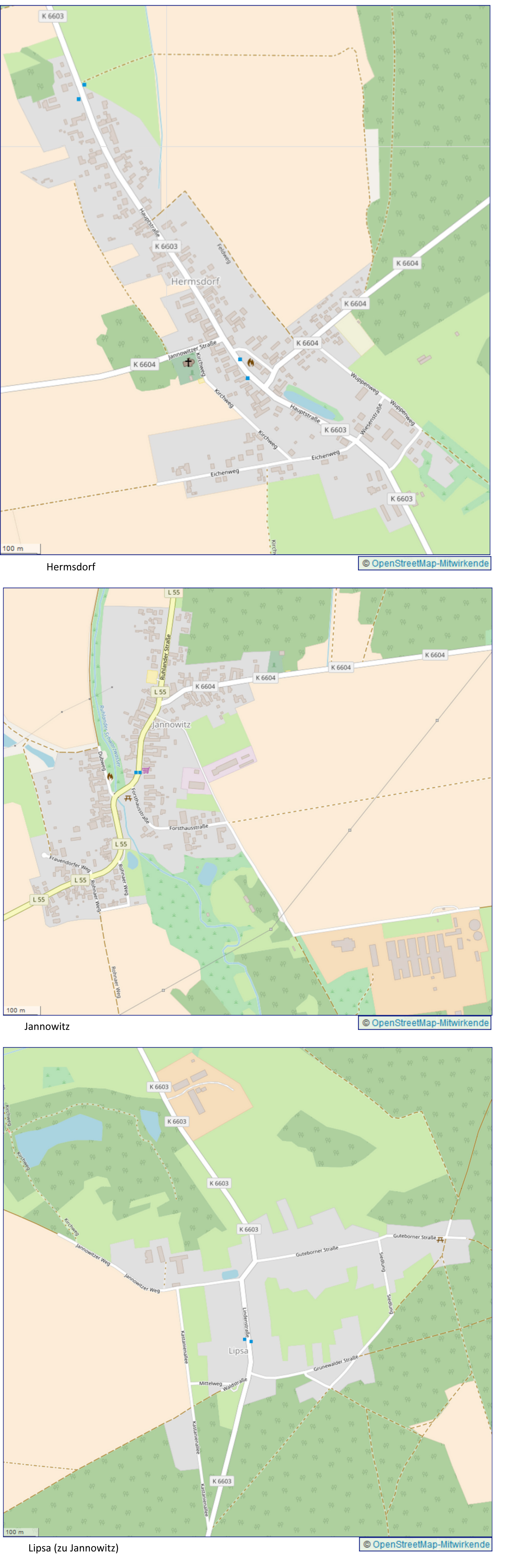
Übersichtskarte von Hermsdorf mit OT Jannowitz sowie GT Lipsa

Die Liste der Straßen und Plätze in Hermsdorf umfasst auch den Ortsteil Jannowitz sowie den Gemeindeteil Lipsa und ist eine Übersicht der gegenwärtig vorhandenen benannten Straßen und Plätze. Sie ist Teil der Liste der Straßen und Plätze im Amt Ruhland. Amtlich benannte Brücken sind und waren bisher nicht vorhanden.
Die Liste umfasst 24 Straßen und Wege sowie die Dorfaue. 10 Straßen sind nach benachbarten Zielorten benannt, 3 Straßen nach anliegenden Objekten bzw. örtlichen Zielen (Dubweg, Forsthausstraße, Siedlung), 3 Straßen nach Bäumen (Eichenweg, Kastanienallee, Lindenstraße).

## Übersicht der Straßen und Plätze
- Name/Lage: aktuelle Bezeichnung der Straße oder des Platzes. Über den Link Lage kann die Straße oder der Platz auf verschiedenen Kartendiensten angezeigt werden. Die Geoposition gibt die Lage der ungefähren Mitte der Straßenlänge an. Der Zusatz ‚im Ortsteil‘ gibt den Ortsteil an.
- Im amtlichen Straßenverzeichnis nicht aufgeführte Verkehrswege sind mit * gekennzeichnet.
- Ehemalige oder nicht mehr gültige Straßennamen sind in der Namensspalte kursiv gesetzt. Alle beschriebenen Objekte sind in der Beschreibung kursiv gesetzt. Für bedeutende ehemalige Straßen oder historische Straßennamen ist eine gesonderte Namensliste vorhanden.
- Länge/Maße in Metern:
Die in der Übersicht enthaltenen Längenangaben sind  gerundete Übersichtswerte, die in Google Earth mit dem dortigen Maßstab, in der Regel ohne Berücksichtigung seitliche Abzweigungen, ermittelt wurden. Sie dienen Vergleichszwecken und werden, sofern amtliche Werte bekannt sind, ausgetauscht und gesondert gekennzeichnet.
 Bei Plätzen sind die Maße in der Form a × b für rechteckige Anlagen und für (ungefähr) dreieckige Anlagen als a × b × c mit a als längster Seite angegeben.
 Sofern die Straße auch in benachbarte Ortsteile weiterführt, gibt ein Zusatz ‚im Ortsteil‘ an, wie lang der Straßenabschnitt innerhalb des Ortsteils dieses Artikels ist.
- Namensherkunft: Ursprung oder Bezug des Namens.
- Anmerkungen: weitere Informationen über anliegende Baudenkmale oder Institutionen, die Geschichte der Straße und historische Bezeichnungen.
- Bild: Foto der Straße, des Platzes, Weges usw. oder eines anliegenden Objektes.

{| class="wikitable sortable toptextcells zebra" width="100%"
|-
! Name/Lage
! Länge/
 Maße
(in Metern)
! Namensherkunft
! Datum der 
Benennung
! Anmerkungen
! Bild
|-

| id='Alte Guteborner Straße'|Alte Guteborner Straße
(Lage)
| 0320
| alte Ortsverbindungsstraße nach Guteborn
| align=right| 
| von der Hauptstraße Nordosten, berührt Friedensstraße, Feldweg und Wuppenweg, am Sportplatz vorbei weiter nach Guteborn; Teil der K 6604
- denkmalgeschützt ist die evangelische Dorfkirche, Jannowitzer Straße 1 (mit Kanzelaltar aus dem 18. Jahrhundert)
- denkmalgeschützt ist Schloss Lipsa, Jannowitzer Weg 1 (Schloss mit Torhaus, Rentamt, Wirtschaftsgebäude und Schlosspark)

| 
|-

| id='Dubweg'|Dubweg
(Lage)
in Jannowitz
| 0250
| Weg zum „Großen Dub“, einem Moor
| align=right| 
| von der Ortrander Straße nach Norden mit Knick nach Westen; weiter im Bogen zum „Großen Dub“ (einem Moor) und an dessen Ufer entlang
|
|-

| id='Eichenweg'|Eichenweg
(Lage)
| 0485
| Straße nach Jannowitz
| align=right| 
| von der Hauptstraße/Wiesenstraße nach Südwest mit kurzem Bogen nach Westen, berührt Kirchweg; weiter (parallel zur K 6604) als Waldweg Jannowitz, zur Mitte Forsthausstraße
| 
|-

| id='Feldweg'|Feldweg
(Lage)
| 0560
| wörtlich
| align=right| 
| von Alte Guteborner Straße parallel zur Hauptstraße nach Nordwesten, mit Knick nach Südwesten zur Hauptstraße
| 
|-

| id='Forsthausstraße'|Forsthausstraße
(Lage)
in Jannowitz
| 01030
| wörtlich
| align=right| 
| von der Ruhlander Straße zwei Abzweige nach Süden und eine kurze Parallelstrecke, jeweils mit Verbindungsstraßen; weiter zu alten Ortsverbindungen nach Jannowitz (Jannowitzer Straße und Eichenweg) und Lipsa (Jannowitzer Weg und Waldstraße)
| 
|-

| id='Frauendorfer Weg'|Frauendorfer Weg*
(Lage)
in Jannowitz
| 0140
| hier begann die alte Ortsverbindung nach Frauendorf
| align=right| 
| von der Ortrander Straße nach Westnordwest, erschließt und berührt den Gartenweg, postalisch zu Ortrander Straße; der weitere Wegverlauf ist untergepflügt worden, zum Teil noch im Luftbild erkennbar
|
|-

| id='Friedensstraße'|Friedensstraße
(Lage)
| 0112
| wörtlich
| align=right| 
| von Alte Guteborner Straße nach Nordwesten mit Knick zur Hauptstraße
| 
|-

| id='Gartenstraße'|Gartenstraße
(Lage)
| 0120
| wörtlich
| align=right| 
| von Hauptstraße nach Nordosten zur Wiesenstraße
| 
|-

| id='Gartenweg'|Gartenweg
(Lage)
in Jannowitz
| 075
+ 125
| wörtlich
| align=right| 
| von Frauendorfer Weg (postalisch zu Ortrander Straße, deren Abzweig nach Westnordwest) nach Norden; Knick nach Osten Fußweg zur Ortrander Straße (2. Längenangabe)
|
|-

| id='Guteborner Straße'|Guteborner Straße
(Lage)
in Lipsa
| 0580
+ 150
| führt nach Guteborn
| align=right| 
| von der Lindenstraße nach Osten, verzweigt sich (2. Längenangabe) vor dem Ortsausgang und berührt oder kreuzt dort die Grünewalder Straße; ein Abzweig nach Nordnordost führt nach Guteborn zur Hermsdorfer Straße
|
|-

| id='Grünewalder Straße'|Grünewalder Straße
(Lage)
in Lipsa
| 0715
+ 190
| führt nach Grünewald
| align=right| 
| von der Lindenstraße nach Osten, verzweigt sich (2. Längenangabe) vor dem Ortsausgang, berührt die Guteborner Straße und kreuzt deren Verlängerung; ein Abzweig führt zur L 57 nach Grünewald zur Guteborner Straße
|
|-

| id='Hauptstraße'|Hauptstraße
(Lage)
| 01400
| wörtlich
| align=right| 
| Teil der K 6603 (von Ruhland über Waldesruh (Arnsdorf)), berührt Jannowitzer Straße, Friedensstraße, Alte Guteborner Straße, Eichenweg/Wiesenstraße, Gartenstraße, als K 6603 weiter nach Lipsa
- streckenweise Baumreihen, außerorts Allee
- verläuft neben dem alten Dorfbrunnen (1857) und dem Langen Teich

| 
|-

| id='Hermsdorfer Straße'|Hermsdorfer Straße
(Lage)
in Jannowitz
| 0340
+ 180
| Straße nach Hermsdorf
| align=right| 
| von der Ruhlander Straße nach Osten, kurze Abzweige nach Nord und Süd (2. Längenangabe), vorbei am Friedhof weiter nach Hermsdorf Jannowitzer Straße; Teil der K 6604
|
|-

| id='Jannowitzer Straße'|Jannowitzer Straße
(Lage)
| 0130
| Straße nach Jannowitz
| align=right| 
| von der Hauptstraße nach Westsüdwest, berührt Kirchweg; an der Dorfkirche und Friedhof vorbei nach Jannowitz Hermsdorfer Straße, Teil der K 6604
| 
|-

| id='Jannowitzer Weg'|Jannowitzer Weg
(Lage)
in Lipsa
| 0375
+ 3100
| alte Ortsverbindungsstraße nach Jannowitz
| align=right| 
| von der Lindenstraße nach Westen, berührt Kastanienallee und den Schlosspark; weiter als Waldweg nach Jannowitz, zur Mitte Forsthausstraße
|
|-

| id='Kastanienallee'|Kastanienallee
(Lage)
in Lipsa
| 0660
| wörtlich
| align=right| 
| von Jannowitzer Weg nach Süden, berührt den Mittelweg, kreuzt die Waldstraße, weiter zur Lindenstraße
|
|-

| id='Kirchweg'|Kirchweg
(Lage)
| 0350
+ 945
| wörtlich (von Lipsa zur Dorfkirche Hermsdorf führend)
| align=right| 
| von der Jannowitzer Straße parallel zur Hauptstraße nach Süden und dann Südosten zum Eichenweg; mit Parkplatz für Friedhof; zweite Längenangabe außerorts von Lipsa bis Eichenweg
| 
|-

| id='Lindenstraße'|Lindenstraße
(Lage)
in Lipsa
| 0350
+ 945
| nach den Linden (Gattung)
| align=right| 
| Ortsdurchfahrt der K 6603, berührt Guteborner Straße, Jannowitzer Weg, Grünewalder Straße, Waldstraße und Kastanienallee
|
|-

| id='Mittelweg'|Mittelweg
(Lage)
in Lipsa
| 0120
| wörtlich
| align=right| 
| von der Waldstraße nach Westen zur Kastanienallee
|
|-

| id='Ortrander Straße'|Ortrander Straße
(Lage)
in Jannowitz
| 0410
+ 140
| Straße nach Ortrand
| align=right| 
| von der Ruhlander Straße an der Schwarzwasserbrücke nach Süden, berührt Dubweg, Rohnaer Weg (3×) und mit einem Abzweig nach Westen (Frauendorfer Weg, postalisch zu Ortrander Straße, 2. Längenangabe) den Gartenweg, weiter nach Kroppen (Ortrand); Teil der L 55
|
|-

| id='Rohnaer Weg'|Rohnaer Weg
(Lage)
in Jannowitz
| 0360
+ 400
|
| align=right| 
| von der Ortrander Straße zwei Abzweige nach Süden und eine kurze Parallelstrecke, jeweils mit Verbindungsstraßen; der westlich gelegene Abzweig führt über die Verbindung hinaus weiter nach Süden zu einem Gehöft außerorts (2. Längenangabe)
|
|-

| id='Ruhlander Straße'|Ruhlander Straße
(Lage)
in Jannowitz
| 0545
| Straße nach Ruhland
| align=right| 
| von der Ortrander Straße an der Schwarzwasserbrücke nach Norden, hat eine Parallelstraße an der Dorfaue, berührt Forsthausstraße, Strehlens Gasse und Hermsdorfer Straße, kurze Abzweige ohne Längenangabe, weiter nach Arnsdorf (Ruhland); Teil der L 55
|
|-

| id='Siedlung'|Siedlung
(Lage)
in Lipsa
| 0205
| führt nach Guteborn
| align=right| 
| von der Guteborner Straße nach Süden zur Grünewalder Straße
|
|-

| id='Waldstraße'|Waldstraße
(Lage)
in Lipsa
| 0260
+ 3500
| wörtlich
| align=right| 
| von der Lindenstraße nach Südwest, erschließt den Sportplatz, kreuzt die Kastanienallee; außerorts weiter als Waldweg nach Jannowitz, zum Ende der Forsthausstraße
|
|-

| id='Wiesenstraße'|Wiesenstraße
(Lage)
| 0120
| wörtlich
| align=right| 
| als Verlängerung des Eichenwegs von der Hauptstraße nach Nordosten zum Wuppenweg und knickt dort als dessen Verlängerung nach Südosten ab, weiter nach Nordosten als Feldweg (Allee) (nicht in der Längenangabe enthalten)
| 
|-

| id='Wuppenweg'|Wuppenweg
(Lage)
| 0335
| nach den Wuppen (unter Naturschutz stehendes Feuchtgebiet bei Jannowitz)
| align=right| 
| von Alte Guteborner Straße nach Südosten, ab der Wiesenstraße evtl. von dieser 120 m postalisch vereinnahmt bis zur Berührung mit der Gartenstraße, weiter nach Südosten als Feldweg (Allee) (nicht in der Längenangabe enthalten)
| 
|-

|-
|}